# پاسکواله کارمینوچی
پاسکواله کارمینوچی (ایتالیایی: Pasquale Carminucci; ۲۹ اوت ۱۹۳۷ – ۲۲ فوریه ۲۰۱۵) ژیمناست هنری اهل ایتالیا بود.
وی در مسابقات کشوری و بین‌المللی در مجموع برندهٔ ۱ مدال برنز شده‌است.